# Strangler of the Swamp
Strangler of the Swamp é um filme de terror estadunidense de 1946, produzido e distribuído pela Producers Releasing Corporation. Foi escrito e dirigido por Frank Wisbar, e é estrelado por Rosemary LaPlanche, Robert Barrat e Blake Edwards. É um remake do filme alemão anterior de Wisbar, Fährmann Maria (1936).
O filme foi lançado em DVD pela Image Entertainment em 21 de setembro de 1999. Mais tarde, foi relançado pela Films Around The World Inc. em 1 de janeiro de 2013.

## Elenco
- Rosemary LaPlanche ... Maria Hart
- Robert Barrat ... Christian Sanders
- Blake Edwards ... Christian 'Chris' Sanders Jr.
- Charles Middleton ... Ferryman Douglas
- Effie Laird ... Martina Sanders
- Nolan Leary ... Pete Jeffers
- Frank Conlan ... Joseph Hart
- Therese Lyon ... Bertha
- Virginia Farmer ... Anna Jeffers

## Recepção da crítica
O autor e crítico de cinema Leonard Maltin deu ao filme duas estrelas e meia, de um total de quatro, escrevendo "temperamental, atmosférico, cheio de neblina, é muito mais cinematográfico que outros filmes de terror da PRC, mas ainda sofre com um baixo orçamento, bem como um ritmo letárgico". Hans J. Wollstein em sua revisão do filme para Allmovie deu ao filme uma crítica positiva, elogiando as performances de LaPlanche e Middleton.